# Echeveria subrigida
Echeveria subrigida — вид рослин родини товстолисті.

## Будова
Має розетку сукулентних листків 30 см в діаметрі з стеблом до 10 см. Листки синьо-зелені з рожевим краєм 15-20 см ростуть в розетці. 6-15 квіток з'являються на високій квітконіжці 60-90 см. Приквітки трикутні 3-5 см, оточують 5 сіро-червоних пелюсток з жовтуватим центром.

## Поширення та середовище існування
Зростає у обмеженій території Мексики — Сан-Луїс-Потосі.

## Галерея

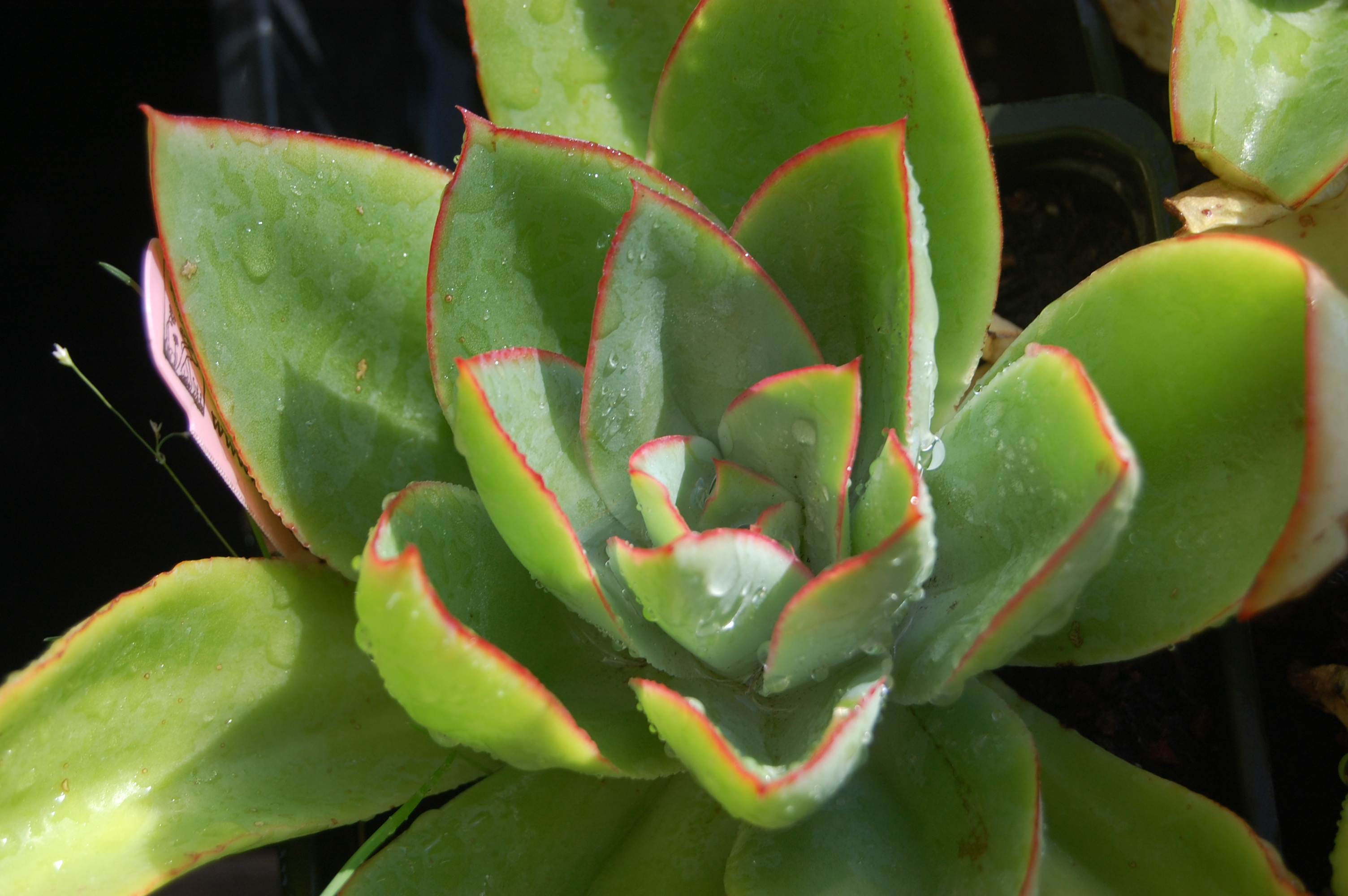
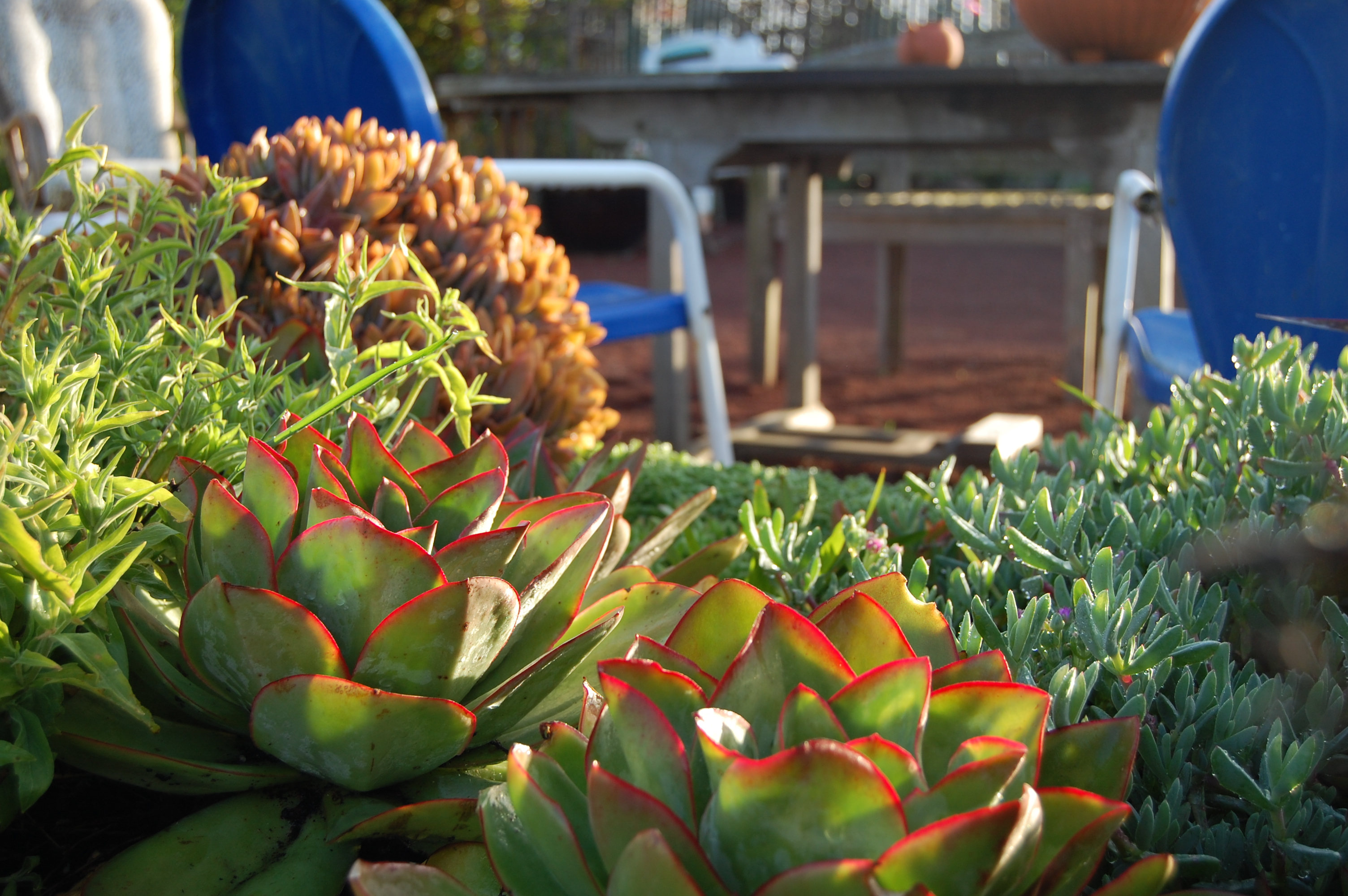

## Практичне використання
Вирощують як декоративну рослину.